# Elsbach & Frank

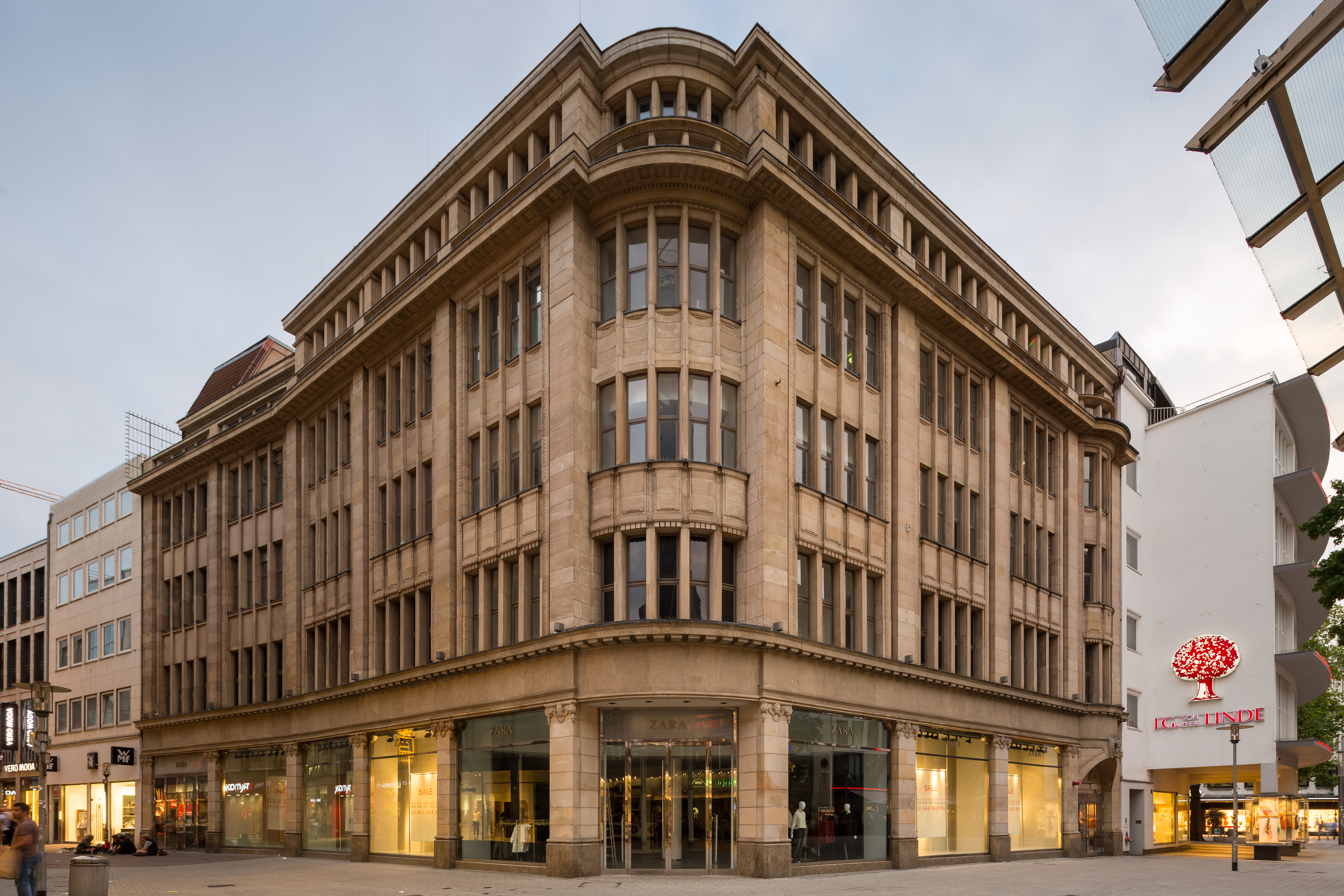
Das ehemalige Kaufhaus zum Stern von Elsbach und Frank, hier genutzt als Filiale der Bekleidungskette Zara

Elsbach & Frank war ein im 19. Jahrhundert gegründetes Textil-Einzelhandelsgeschäft in Hannover. Das von diesem Unternehmen erbaute Kaufhaus auf dem Eckgrundstück Osterstraße / Große Packhofstraße, genannt Kaufhaus zum Stern, ist der einzige Bau in der Innenstadt, der die Luftangriffe auf Hannover im Zweiten Weltkrieg ohne größere Schäden überstanden hat. Das Gebäude wird heute von einer Filiale der spanischen Modekette Zara genutzt.

## Geschichte

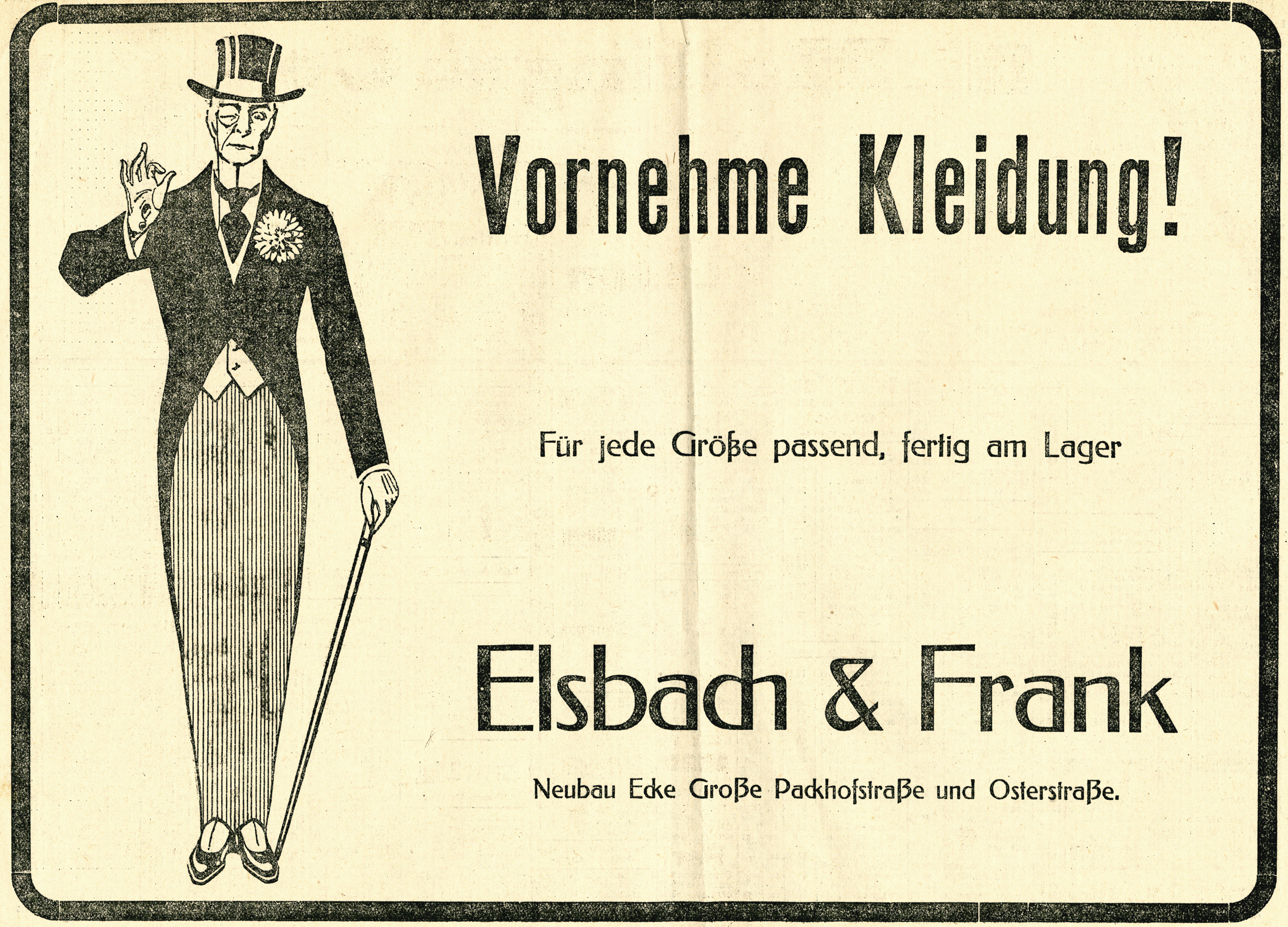
Anzeige mit Hinweis auf den Neubau im Hannoverschen Anzeiger von 1913

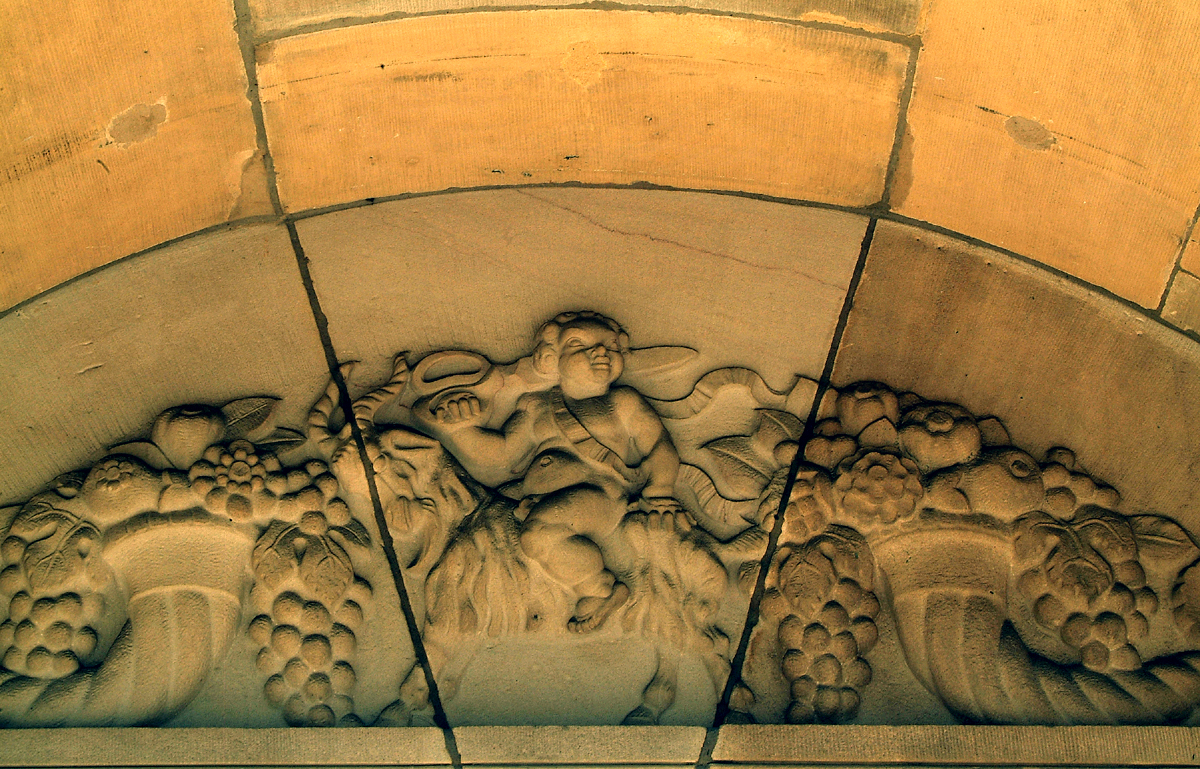
Reliefschmuck der Fassade mit Bezug zur Schneiderei

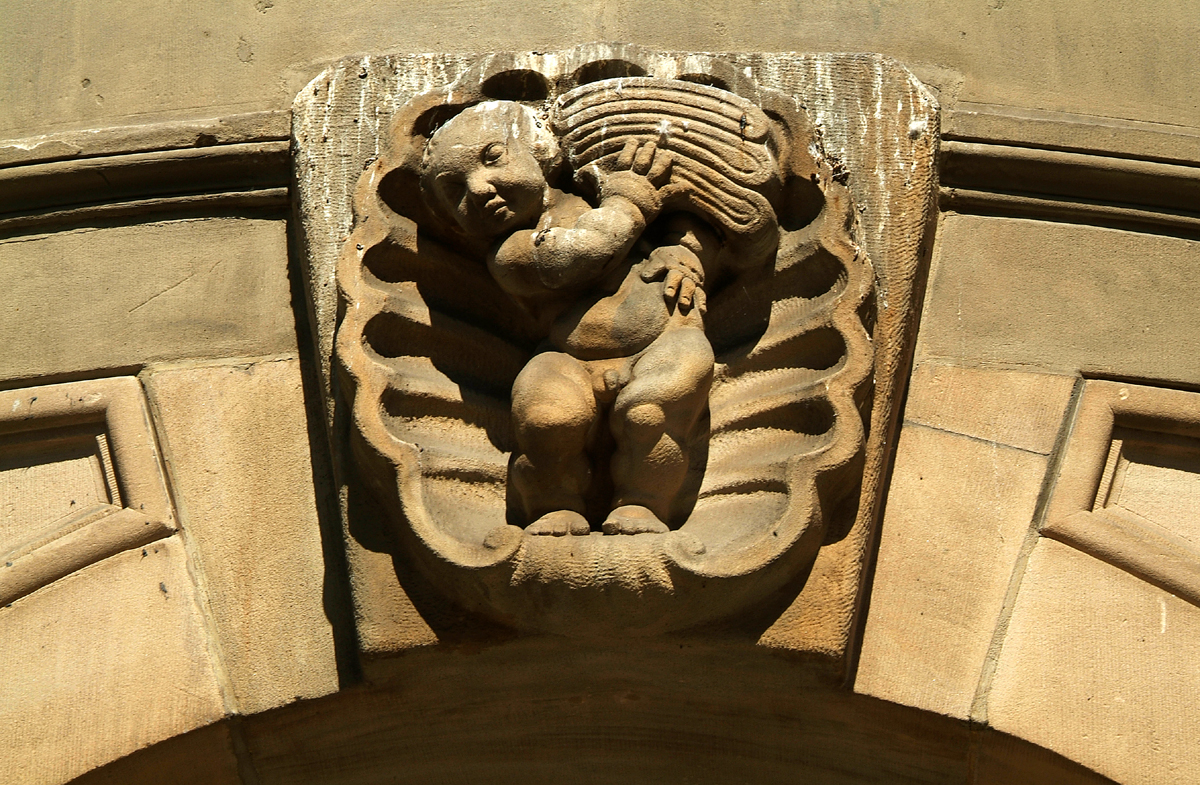
Diesem Stoffträger fehlt ein Vogelschutz

1889 gründeten die Kaufleute Ferdinand Elsbach und Julius Frank ihr Spezialgeschäft, zunächst nur für Herren- und Knabenbekleidung, die sie teilweise in ihrer eigenen Schneiderei fertigen ließen.
1910 expandierte das Unternehmen: Der Geschäftsführer Josef Adamski gründete eine Filiale in Hildesheim, Hoher Weg 8. Adamski übernahm diese Filiale 1933, sie wird heute unter der Firma Adamski GmbH & Co. KG geführt.
1910–1911 errichtete der Architekt Rudolf Friedrich für das Stammgeschäft in Hannover den Neubau des Kaufhauses zum Stern, das 1931 einen Erweiterungsbau erhielt. Seit 1992 steht das Gebäude unter Denkmalschutz.
Lautete ein Werbespruch des Unternehmens 1913 noch „Was der Jüngling, der Mann, der Sportsmann, der Jäger und der Tourist braucht, ist im Angebot“, wurde dieses später um Damenbekleidung erweitert.
Nach dem Tod von Ferdinand Elsbach im Jahr 1931 geriet das Unternehmen im Verlauf der Weltwirtschaftskrise anscheinend in Konkurs und wurde 1933 nach einem Vergleich vom Bekleidungshaus Otto Werner übernommen.